# Ampato
Der Ampato, auch Nevado Ampato, ist ein 6288 Meter hoher, ruhender Stratovulkan in den Anden im südlichen Peru, etwa 100 km nordwestlich der Stadt Arequipa. Er liegt im nördlichen Teil des Distrikts Lluta in der Provinz Caylloma der Region Arequipa. Er ist Teil einer 20 km langen Nord-Süd-Kette aus drei großen Stratovulkanen: Am nördlichen Ende befindet sich der erloschene 6025 m hohe Nevado Hualca Hualca, in der Mitte der aktive 5976 m hohe Sabancaya und am südlichen Ende der Ampato. Er wurde als Fundort der Mumie Juanita bekannt.

## Geschichte
Im September 1995 entdeckten der amerikanische Archäologe und Bergsteiger Johan Reinhard und der aus Arequipa stammende Bergführer Miguel Zárate eine präkolumbische Begräbnisstätte auf dem Ampato. Durch die Asche des in der Nähe ausgebrochenen Vulkans Sabancaya war der Gletscher stark geschmolzen und hatte die archäologischen Reste freigelegt. Unterhalb des Gipfels des Ampatos fanden sie den gefrorenen und mumifizierten Körper eines 12–14 Jahre alten Inkamädchens, das man dort zwischen 1440 und 1450 als Menschopfer dargebracht hatte. Vermutlich wurde es zuerst betäubt und danach durch einen Schlag auf den Kopf getötet. Im Oktober 1995 und im Dezember 1997 fanden Expeditionen, die von Johan Reinhard und dem peruanischen Archäologen Jose Antonio Chavez geführt wurden, drei weitere Mumien.
Seit 1998 kann die Mumie, die Juanita genannt wird, im Museo Santuarios Andinos besichtigt werden.

## Besteigungsmöglichkeiten
Meistens wird der Ampato von der Ostseite her bestiegen, man braucht dazu je nach Akklimatisation und Kondition 2–4 Tage. Danach richten sich auch die Zeitangaben. Das Basislager, welches mit einem Geländewagen erreicht werden kann, befindet sich auf 4600 m. Die Normalroute führt nach 4–5 Stunden zum ersten Hochlager (5400 m), von wo aus man zuerst nach Nordosten und danach Richtung Süden abbiegend über den Nordgipfel (6050 m) nach ca. sechs Stunden zum südwestlichen Hauptgipfel gelangt.
Als Variante kann der Ampato von Osten her auch durch eine Art Tal zwischen den beiden von Osten höchsten sichtbaren Erhebungen bestiegen werden. Diese Route ist direkter, somit auch etwas steiler und leicht steinschlaggefährdet. Hier befindet sich auf 5600 m, noch auf dem Rücken, rechts vom Taleinstieg eine Zeltplattform. Die Aufstiegszeiten betragen 3–4 Stunden vom Basislager/Autodepot zum Lager 1 und danach noch 4–6 Stunden über eine rund 400 m breite Ebene zum Hauptgipfel.
Für die sehr selten begangene westliche Route sollte man bis zu sieben Tage einplanen. Sie startet von der Colca-Schlucht aus im Dorf Cabanaconde und führt über die Laguna Mucurca (4300 m). Wahrscheinlich haben die Inka diesen Weg benutzt.